# Алоїз Оренбергер
Алоїз Оренбергер (нім. Alois Ohrenberger; 19 вересня 1909 — вересень 1988) — австрійський футболіст, що грав на позиції лівого крайнього нападника.

## Життєпис
Влітку 1934 року Оренбергер виступав у складі клубу «Рапід» в Кубку Мітропи. В 1\8 фіналу австрійський клуб з Оренбергером у складі обіграв за сумою двох матчів празьку «Славію» (3:1, 1:1). В першому матчі чвертьфіналу проти італійської «Болоньї» «Рапід» програв з рахунком 1:6. В матчі-відповіді Алоїз не грав, а його клуб хоч і нав'язав боротьбу, але перемоги 4:1 було недостатньо для виходу далі. Три матчі в Кубку Мітропи залишились єдиними для гравця в складі «Рапіда».
В сезоні 1934-35 грав за клуб АБК (Відень) (нім. Amateur-Ballspiel-Club). Також виступав за АБК в осінній частині сезону 1935-36, зокрема, в Кубку Австрії, забив гол в матчі 4 раунду проти «Гелфорта». 
В 1936–1940 роках грав з «Аустро Фіат» (Відень). Два сезони 1938-39 і 1939-40 клуб грав у вищому дивізіоні чемпіонату Австрії, в якому провів загалом 24 матчі і забив 13 голів.
В роки Другої світової війни виступав за команду «Донауфельд» (Відень). Зокрема, є згадки про його виступи в матчі Кубка Німеччини 1942-43 проти «Вієнни» (1:3) і Кубка Австрії 1943-44 проти «Вінер АК» (2:3).

## Статистика виступів

### Статистика виступів у кубку Мітропи
| №                      | Розіграш               | Стадія                 | Дата та місце проведення | Команда 1              | Рахунок | Команда 2      | Голи |
| ---------------------- | ---------------------- | ---------------------- | ------------------------ | ---------------------- | ------- | -------------- | ---- |
| 1                      | 1934                   | 1/8                    | 19.06.1934 Прага         | Славія (Прага)         | 1:3     | Рапід (Відень) |      |
| 2                      | 1934                   | 1/8                    | 24.06.1934 Відень        | Рапід (Відень)         | 1:1     | Славія (Прага) |      |
| 3                      | 1934                   | 1/4                    | 1.07.1934 Болонья        | Болонья                | 6:1     | Рапід (Відень) |      |
| Всього у кубку Мітропи | Всього у кубку Мітропи | Всього у кубку Мітропи | Всього у кубку Мітропи   | Всього у кубку Мітропи | 3       |                | 0    |